# Port Walcott
Port Walcott är en vik i Australien. Den ligger i delstaten Western Australia, omkring 1 300 kilometer norr om delstatshuvudstaden Perth.
Stäppklimat råder i trakten. Genomsnittlig årsnederbörd är 450 millimeter. Den regnigaste månaden är januari, med i genomsnitt 180 mm nederbörd, och den torraste är augusti, med 1 mm nederbörd.